# Beatrice Rana
Beatrice Rana (Copertino, 22 gennaio 1993) è una pianista italiana.

## Biografia
Nata in una famiglia di musicisti e avviatasi allo studio del pianoforte in tenera età, ha debuttato in concerto con l'orchestra a nove anni, diretta da Francesco Libetta. Ha studiato per otto anni sotto la guida del pianista Benedetto Lupo presso il Conservatorio Nino Rota di Monopoli, dove si è diplomata con lode e menzione e dove ha anche approfondito lo studio della composizione con Marco Della Sciucca.
A 18 anni ha conseguito il primo premio al Concorso Internazionale di Montréal, in Canada, diventando la più giovane vincitrice della competizione, nonché la prima italiana. In Italia ha vinto il concorso “Muzio Clementi” di Lastra a Signa, lo “Yamaha-Del Rio Giovani Talenti” a Cesenatico, il “1º Concorso Internazionale Repubblica di San Marino”, il “Marco Bramanti” di Forte dei Marmi e il Premio delle Arti 2005. Nel 2013 ha conseguito il secondo premio al Concorso pianistico internazionale Van Cliburn di Fort Worth, dove ha anche ottenuto il premio del pubblico.
Ha intrapreso una carriera solistica internazionale collaborando con molte orchestre e direttori e partecipa a diversi festival internazionali (Roque d'Anthéron, Festival di Radio-France de Montpellier, Folle Journée de Nantes).  Nel 2014 è stata inserita nella classifica 30 under 30 della rivista International Piano.
Nel 2018 Beatrice Rana è stata candidata ai Classic BRIT Awards come migliore artista femminile dell'anno per l'interpretazione delle Variazioni Goldberg di Bach, registrate con la casa discografica Warner Classics.
Attualmente vive a Roma e prosegue i suoi studi ad Hannover con Arie Vardi presso la Hochschule für Musik, Theater und Medien.

## Discografia
- 2012 - Chopin: 26 Préludes; Scriabine: Sonate n° 2, op. 19 (ATMA Classique, ACD2 2614)[13]
- 2013 - Schumann: Symphonic Études, Op. 13; Ravel: Gaspard de la nuit; Bartók: Out Of Doors, Sz. 81 (Harmonia mundi, HMU 907606)[14]
- 2016 - Prokofiev: Piano Concerto No. 2; Tchaikovsky: Piano Concerto No. 1 (con l'Orchestra dell'Accademia Nazionale di Santa Cecilia e Antonio Pappano) (Warner Classics, 0825646009091)[15]
- 2017 - Bach: Goldberg Variations (Warner Classics, 0190295880187)[16]
- 2019 - Ravel: Miroirs, La valse; Stravinsky: Petrushka, The Firebird (Warner Classics, 9029541109)[17]
- 2021 - Chopin: Études Op. 25; 4 Scherzi (Warner Classics, 0190296764240)[18]
- 2023 - Clara Wieck-Schumann & Robert Schumann: Piano Concertos (con la Chamber Orchestra of Europe diretta da Yannick Nézet-Séguin) (Warner Classics, 5054197296253)[19]
- 2024 - Chopin: Piano Sonata No. 2 Op. 35; Beethoven: Piano Sonata No. 29 Op. 106 "Hammerklavier" (Warner Classics, 5054197897658)[20]
- 2025 - Bach: Keyboard Concertos BWV 1052, 1053, 1054 & 1056 (con la Amsterdam Sinfonietta) (Warner Classics, 5021732433589)[21]